# Edward Fredkin
Edward (Ed) Fredkin (født 2. oktober 1934, død 13. juni 2023) var en amerikansk computerpioner og skaber af feltet digital fysik, i hans senere arbejde kaldet digital filosofi. Fredkin ydede væsentlige bidrag som erhvervsmand, som tidlig computertekniker og som forsker inden for fysik og datalogi. Til trods for at Fredkin aldrig opnåede en akademisk grad, havde han flere betydende poster i den akademiske verden, inkl. professorater og som leder af forskningscentre.
Edward Fredkin påbegyndte i 1952 studier ved Caltech, som han forlod allerede efter et år. I stedet blev han tilknyttet det amerikanske luftvåben som jagerpilot. I 1956 gjorde luftvåbnet ham til kontaktofficer ved MIT Lincoln Lab i forbindelse med store militære projekter dér, og fra 1958 fortsatte han som ansat ved Lincoln Lab. Fredkin udviklede her stor interesse for computere og blev kendt som en dygtig programmør.
I 1958 hentede J.C.R. Licklider Fredkin til BBN som programmør og som underviser i computere. Han var her med til at opbygge BBN´s kompetence i computere og udviklede systemer, først på en Librascope LGP-30, og fra efteråret 1959 på den første DEC PDP-1. Fredkin udviklede bl.a. PDP-1's assembler.
I 1962 forlod han BBN og startede sit eget konsulentfirma, Information International, med betydelig succes. I 1968 vendte han tilbage til MIT som professor, og fra 1971 til 1974 var han leder af Project MAC ved MIT. Han tilbragte senere et år ved Caltech og arbejdede her sammen med Richard Feynman. Fredkin var siden da professor i fysik ved både Boston University og Carnegie Mellon University.
Sideløbende hermed var Fredkin direktør for en række virksomheder, bl.a. Information International, Three Rivers Computer Corporation, New England Television Corporation, m.fl.
Fredkin var i årenes løb bredt interesseret i computere, både software og hardware. Han arbejdede inden for en lang række områder, gjorde flere opfindelser og opbyggede en betragtelig formue.
Fredkins væsentligste originale forskning er hans arbejde inden for reversibel computing og cellular automata. Fredkins arbejde med den såkaldte Fredkin Gate regnes som centralt inden for reversibel computing. Han ydede ligeledes bidrag inden for teoretisk fysik, bl.a. en beregningsorienteret fysikteori, inspireret af Konrad Zuse.